# Fabrizio Mazzotta
Fabrizio Mazzotta (Monza, 1º dicembre 1963) è un doppiatore, direttore del doppiaggio, dialoghista e fumettista italiano.

## Biografia
Nato da madre umbra di Spoleto e padre calabrese, sin da bambino recitò in caroselli, cinema e televisione, per poi passare gradualmente al doppiaggio, settore in cui si imbatté per la prima volta quando si ritrovò a dover doppiare sé stesso in alcuni lavori svolti come attore. Fra i suoi primi doppiaggi di prodotti stranieri ci fu quello di Danny nel telefilm La famiglia Partridge; successivamente iniziò a doppiare anche prodotti d'animazione, ambito in cui fra i suoi primi lavori ci furono La famiglia Addams e Gli Antenati. È la voce italiana di Krusty il Clown nella serie animata I Simpson, di Eros nel doppiaggio della serie nipponica C'era una volta... Pollon, oltre a quella del Puffo Tontolone ne I Puffi e di Manu in Titeuf.
Ha curato la direzione del doppiaggio di vari prodotti ed è molto attivo nell'ambito dell'animazione giapponese. Tra i suoi lavori spiccano Ranma ½, Neon Genesis Evangelion, diversi film di Dragon Ball, Inuyasha, Mawaru-Penguindrum e Mobile Suit Z Gundam. Mazzotta sostiene di prediligere adattamenti che siano facilmente comprensibili senza però stravolgere i dialoghi originali. Tuttavia, a proposito del doppiaggio di Z Gundam, ha sostenuto di essere stato costretto a usare i dialoghi dell'edizione statunitense e di averne modificato alcuni che, a suo dire, sembravano distanti dagli intenti dell'originale giapponese e che talora gli parevano troppo infantili, scegliendo di dargli invece una connotazione più "politica". In una successiva intervista ribadì di aver cercato di restare più in linea con la caratterizzazione dei personaggi da lui osservata nella prima serie di Gundam, che invece aveva potuto adattare direttamente dal giapponese, pur ammettendo di continuare a non conoscere il reale contenuto delle frasi da lui modificate.
Mazzotta ha svolto anche l'attività di autore e disegnatore di fumetti, pubblicando storie su diverse riviste del settore, tra le quali Cattivik, a cui contribuiva con la striscia Horror Fix, Topolino e Lupo Alberto.
È stato ospite fisso nel programma Cosplayers, in onda su Music Box Italia (canale 821 di SKY).
Fabrizio Mazzotta ha collaborato con ADAM Italia, associazione che chiede di eliminare la censura negli anime.

## Filmografia

### Cinema
- Bim bum bam, regia di Aurelio Chiesa (1981)

### Televisione
- Qui squadra mobile - serie TV, episodio 1x06 (1973)

## Doppiaggio

### Film
- Andrew Cassese in La rivincita dei nerds, La rivincita dei nerds II
- Mammutti in August 1, King
- Martin Lev in Piccoli gangsters[7]
- Christopher Beaunay ne Il tempo delle mele
- Plinio Fernando in Fantozzi contro tutti
- Suresh Oberoi in Palay Khan
- Paul J. Harkins ne La luce del giorno
- Marty Belafsky ne Gli strilloni
- Richard Steven Horvitz ne Il corso di recupero
- David Shaeffer in Uno yankee alla corte di re Artù[8]
- Michel Muller in Come un pesce fuor d'acqua
- Patrick Renna in P.U.N.K.S.
- John Di Crosta in Transformers - La vendetta del caduto
- Alan Tudyk in Aladdin

### Film d'animazione
- Olong nel doppiaggio Dynamic Italia di Dragon Ball - La leggenda delle sette sfere, Dragon Ball - La bella addormentata a Castel Demonio, Dragon Ball - Il torneo di Miifan, Dragon Ball Z - Il più forte del mondo, Dragon Ball Z - La grande battaglia per il destino del mondo, Dragon Ball Z - La sfida dei guerrieri invincibili, Dragon Ball Z - Il destino dei Saiyan, Dragon Ball Z - L'invasione di Neo Namek, Dragon Ball Z - I tre Super Saiyan, Dragon Ball Z - La storia di Trunks, Dragon Ball Z - Il Super Saiyan della leggenda, Dragon Ball Z - La minaccia del demone malvagio e Dragon Ball - Il cammino dell'eroe, e in Dragon Ball Z - La battaglia degli dei
- Ryo-ohki in Chi ha bisogno di Tenchi? - The Movie - Tenchi muyo in Love, Chi ha bisogno di Tenchi? - The Movie - La vigilia dell'estate, Chi ha bisogno di Tenchi? - The Movie - Memorie lontane
- Jaken in Inuyasha the Movie - Un sentimento che trascende il tempo, Inuyasha the Movie - La spada del dominatore del mondo, Inuyasha the Movie - L'isola del fuoco scarlatto
- Tontolone ne I Puffi, I Puffi 2
- Fritz in La Sirenetta - La più bella favola di Andersen
- Bullo in Corri più che puoi Charlie Brown
- Pierre in Buon viaggio, Charlie Brown (doppiaggio 1984)
- Ricky in Crusher Joe
- Amicorso ne Gli orsetti del cuore - Il film
- Prof. Chip ne I pronipoti - Il film
- Frankie in Tom & Jerry - Il film
- Kazuya Hatta in Orange Road The Movie: ...e poi, l'inizio di quella estate... (doppiaggio Dynamic Italia)
- Jeffrey in Titanic - La leggenda continua
- Uno dei tre porcellini in Shrek
- Coccante ne I Magotti e la pentola magica
- Lepo ne I Magicanti e i tre elementi
- Portabò ne I Roteò e la magia dello specchio
- Papà ratto in Garfield - Il film
- Gras ne Gli Animotosi nella terra di Nondove
- Preston in Garfield 2
- Krusty il clown ne I Simpson - Il film
- Bigob ne Gli Skatenini e le dune dorate
- Il corvo in Ribelle - The Brave
- Mauritius in Gladiatori di Roma
- Manu in Titeuf - Il film
- Cubitus in Asterix e il regno degli dei
- Il pangolino ne Il libro della giungla
- Scud in Yu-Gi-Oh!: The Dark Side of Dimensions
- Ralph in Deep - Un'avventura in fondo al mare
- Cotton in Pets 2 - Vita da animali
- Tony in Arlo il giovane alligatore
- Gael in Luck

### Serie televisive
- Danny Bonaduce in La famiglia Partridge
- Kevin Weisman in Streghe
- John Ross Bowie in The Big Bang Theory
- Shawn Anthony Thomsen in Hawaii Five- O (stagioni 9-10)

### Serie animate
- Mignolo in Animaniacs, Pinky and the Brain, Pinky, Elmyra & the Brain
- Orko in Masters of the Universe: Revelation, Ork-0 in He-Man and the Masters of the Universe (serie del 2021)
- P-Chan, Mou Mou, Kinnii (ep. 48) e Sasuke Sarugakure (ep. 96+) in Ranma ½ (doppiaggio Dynamic Italia)[9]
- Mizar (primo doppiaggio) e Banta Cohe (ridoppiaggio) in UFO Robot Goldrake
- Tontolone e Pittore (2ª voce) ne I Puffi[10]
- Jingoro e Kazuya Hatta in Capricciosa Orange Road (doppiaggio Dynamic Italia)
- Krusty il Clown ne I Simpson
- Carrot in Nils Holgersson
- Marsupio in Uncle Grandpa
- Dylan ne I Famosi 5 - Casi misteriosi
- Pugsley Addams in La famiglia Addams (1973)
- Eros in C'era una volta... Pollon
- Flap in Blinky Bill
- Scodella in Babalous
- Yinta Hayani in Astro Robot contatto Ypsilon
- Ryo-ohki in Chi ha bisogno di Tenchi?
- Shutaru Mendo (alcuni episodi) in Lamù - La ragazza dello spazio
- Jaken in Inuyasha (st. 2-6)
- Ted Carter ne Holly e Benji - due fuoriclasse
- Manù in Titeuf
- Milton in Renada
- Jolt in Transformers: Cybertron
- Wally in Ti voglio bene Denver
- Samy Garvin in Jimmy Jimmy
- Dodo in Animal Crackers
- Kuki in Candy Candy
- Banja in Carletto il principe dei mostri
- Woz in Eureka Seven
- Principe Hata in Gintama (ep. 7-42)
- Marcel in Peline Story
- Presidente del consiglio studentesco in Medarot
- Ground Dragon in One-Punch Man
- Jiro Komaru in Daltanious
- Godaemon in Godam
- Rotolanti in DuckTales - Avventure di paperi[11]
- Il pappagallo ne L'isola del tesoro
- Vari personaggi in Mr. Bean (st. 2-4)
- Tigrotto Ringhiotto in Boo!
- Materia grigia in Ben 10 (2016)
- Mostarda in Zero in condotta
- Chad in Regular Show
- Fratello anatra dagli occhi viola inLeone il cane fifone[12]

### Videogiochi
- Krusty il Clown ne I Simpson - Il videogioco